# Hugo Van Geet
Hugo Van Geet (Buggenhout, 3 april 1949) is een Belgisch bedrijfsrevisor en bestuurder.

## Levensloop
Hugo Van Geet was beroepshalve bedrijfsrevisor. Hij leidde het advies- en revisorenkantoor VGD. Van 2012 tot 2021 was hij voorzitter van de raad van bestuur van het Antwerp Symphony Orchestra (voorheen deFilharmonie). Hij werd in deze hoedanigheid door Paul Cools opgevolgd. Sinds 2021 is Van Geet in opvolging van André Gantman voorzitter van de raad van bestuur van Opera Ballet Vlaanderen.
Hij is de vader van ondernemer Jan Van Geet, oprichter van VGP, een ontwikkelaar, beheerder en eigenaar van logistiek en semi-industrieel vastgoed. Hij was tevens bedrijfsrevisor van luierproducent Ontex, de onderneming waar zijn zoon zijn carrière startte. Sinds 2020 is hij bestuurder van de VGP Foundation.
Van Geet is oprichter en bestuurder van vermogensbeheerder Truncus en was bestuurder van de Universiteit Gent (2012-2014) en voorzitter van de raad van bestuur van bouwgroep Bostoen. In 2023 verleende hij financiële steun voor de oprichting van de denktank Stichting Merito van Ivan Van de Cloot, en voor het tijdschrift Doorbraak. Verder is hij lid van de Orde van den Prince, afdeling Antwerpen-Land van Ryen.
Hij woont op het kasteel van Hamme en is daar sinds 2017 promotor van een jaarlijkse opvoering van de Mattheuspassie van Johann Sebastian Bach in de Sint-Pieters-Bandenkerk.